# Lamas do Vouga
Lamas do Vouga is een plaats (freguesia) in de Portugese gemeente Águeda en telt 760 inwoners (2001).